# رویال دانو
رویال دانو (انگلیسی: Royal Dano; ۱۶ نوامبر ۱۹۲۲ – ۱۵ مهٔ ۱۹۹۴) یک هنرپیشه اهل ایالات متحده آمریکا بود.
از فیلم‌ها یا برنامه‌های تلویزیونی که وی در آن نقش داشته‌است می‌توان به آل کاپون، دردسر هری، مهمانی وحشی و مردی با سگ شکاری اشاره کرد.